# Охотіна Наталія Веніамінівна
Ната́лія Веніамі́нівна Охо́тіна (рос. Наталия Вениаминовна Охотина; 27 жовтня 1927 —  22 лютого 1999) — російська радянська мовознавець-африканіст, фахівець із мов банту. Доктор філологічних наук (1985). 1965 року створила та до 1988 року очолювала сектор африканських мов Інституту мовознавства АН СРСР. Авторка статей в енциклопедіях «Африка» (1986—1987) і «Лингвистический энциклопедический словарь» (1990).

## Освіта і діяльність
Закінчила Ленінградський державний університет.
Праці виходили, зокрема в збірниках «Лингвистическая типология и восточные языки» (1965) і «Фонология и морфонология африканских языков» (1972).
Автор книги «Мова зулу» (1961) у серії «Мови народів Азії та Африки», підручника зі суахілі для студентів (1967; співавторка — Неллі Громова), посібника «Вступ в африканістику» (1983), а також «Теоретичної граматики мови суахілі» (1995; співавторка — Неллі Громова).
Відповідальний редактор монографій «Очерк грамматики языка хауса» (1970), «Языковая ситуация в странах Африки» (1975), «Морфонология и морфология классов слов в языках Африки. Имя. Местоимение» (1979), «Именные классы в языках Африки» (1987) і «Семантическая структура загадки: Неметафорическое преобразования смысла» (1989).
Докторська дисертація: «Согласовательные классы в восточных и южных языках банту: коммуникативный статус и грамматическая структура» (1985).
Науковий керівник кандидатських дисертацій «Семантико-граматичні принципи іменної класифікації у фула (діалект фута-джаллон)» Антоніни Коваль та «Словотворення та словозміна в дієслівній системі аглютинативної мови (на матеріалі догон)» Володимира Плунгяна (пізніше — доктор філологічних наук, академік РАН).